# Teatro Montparnasse
El Teatro Montparnasse (en francés: Théâtre Montparnasse) Es un teatro en el 31, rue de la Gaîté en el 14.º arrondissement de París la capital del país europeo de Francia.
La estructura actual fue construida en 1886 en un sitio dedicado al teatro desde 1817. El arquitecto Charles Peigniet, que ayudó a crear el pedestal de la Estatua de la Libertad en Nueva York, diseñó el edificio.
De 1930 a 1943, Gaston Baty dirigió el teatro, y como resultado, se le conoció como el Teatro Montparnasse-Gaston Baty. De 1944 a 1964, la actriz Margaret Jamois dirigió el teatro.
En 1965, Lars Schmidt compró el teatro y nombró a Jerome Hullot director artístico. Schmidt y Hullot introdujeron muchos talentos ingleses en el escenario francés, incluyendo autores y actores como Harold Pinter, Peter Shaffer, Noël Coward, Arnold Wesker y Murray Schisgal. En 1979, crearon el teatro Petit Montparnasse en el sitio de un antiguo almacén.
En 1984, Schmidt se retiró, y Myriam Colombi le sucedió, renovando el teatro y agregando un bar-restaurante. La capacidad actual del teatro principal es de setecientos quince butacas.
En 1998, comenzó la renovación y ampliación del Petit Montparnasse, que se convirtió en una sala con doscientos asientos, que finalmente se reabrió en noviembre de 2003.
Fue designado monumento histórico en 1984.

## Véase también

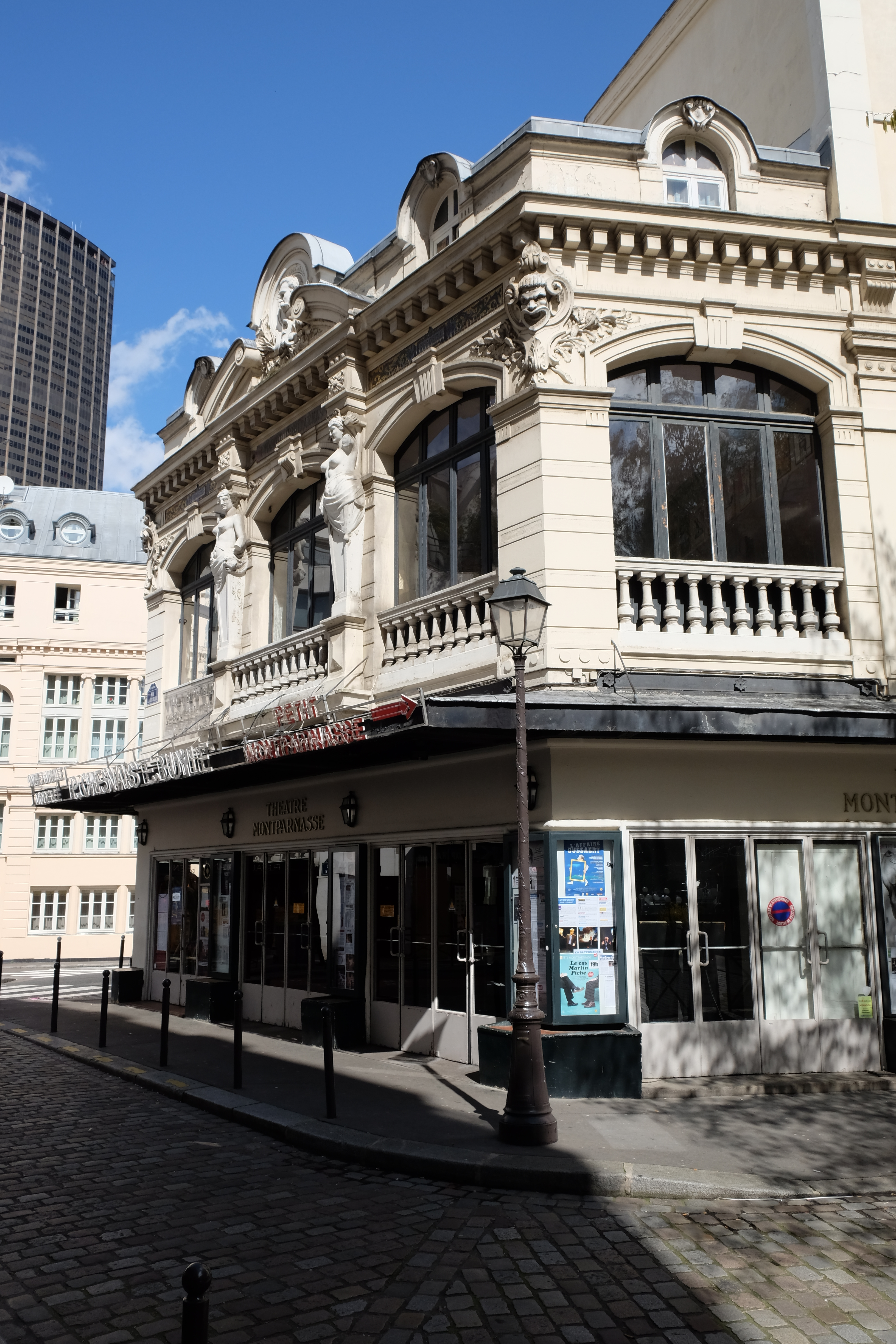
Vista del teatro desde la rue Larochelle